# Baumwipfelpfad Saarschleife

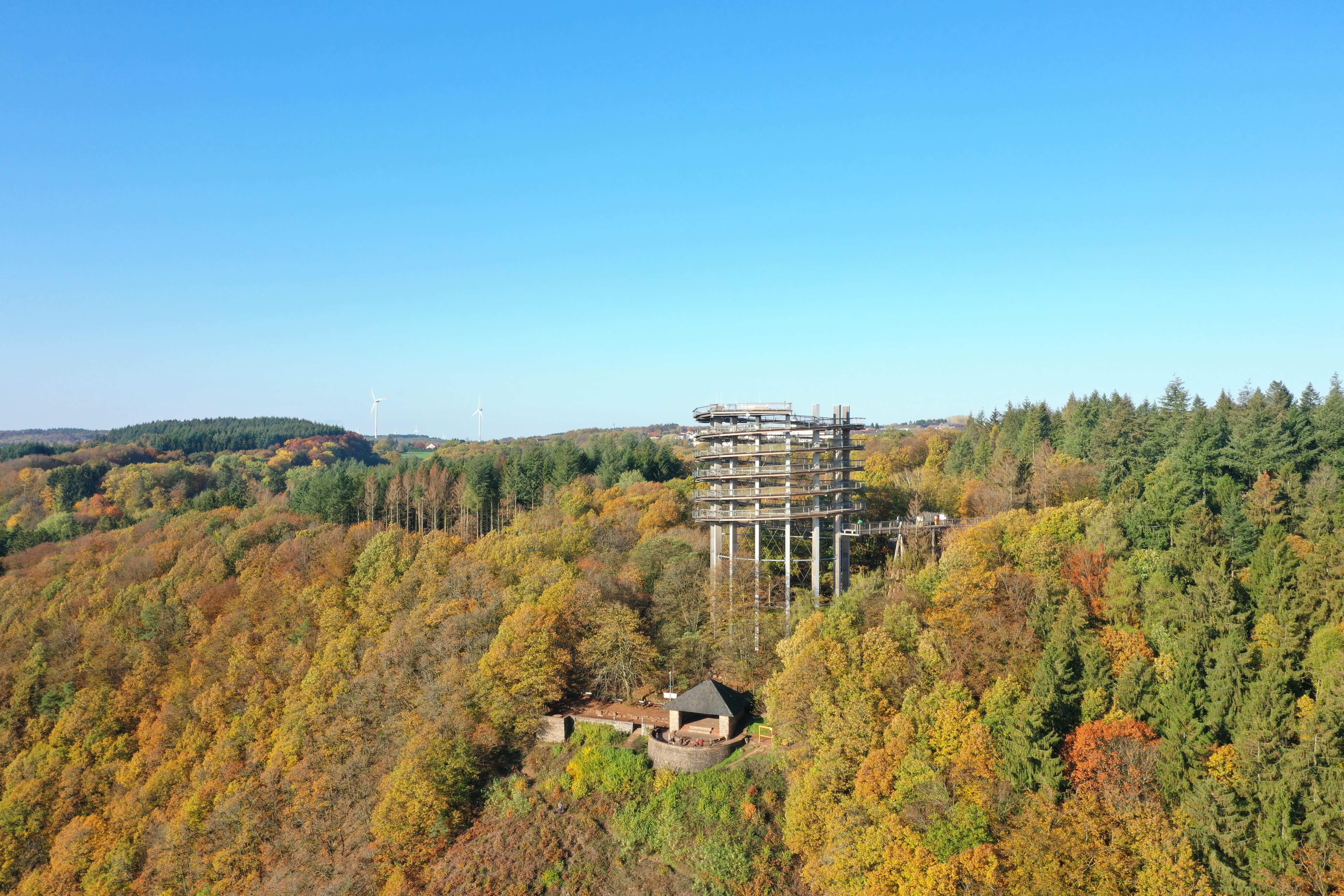
Schutzhütte auf der Cloef und Aussichtsturm

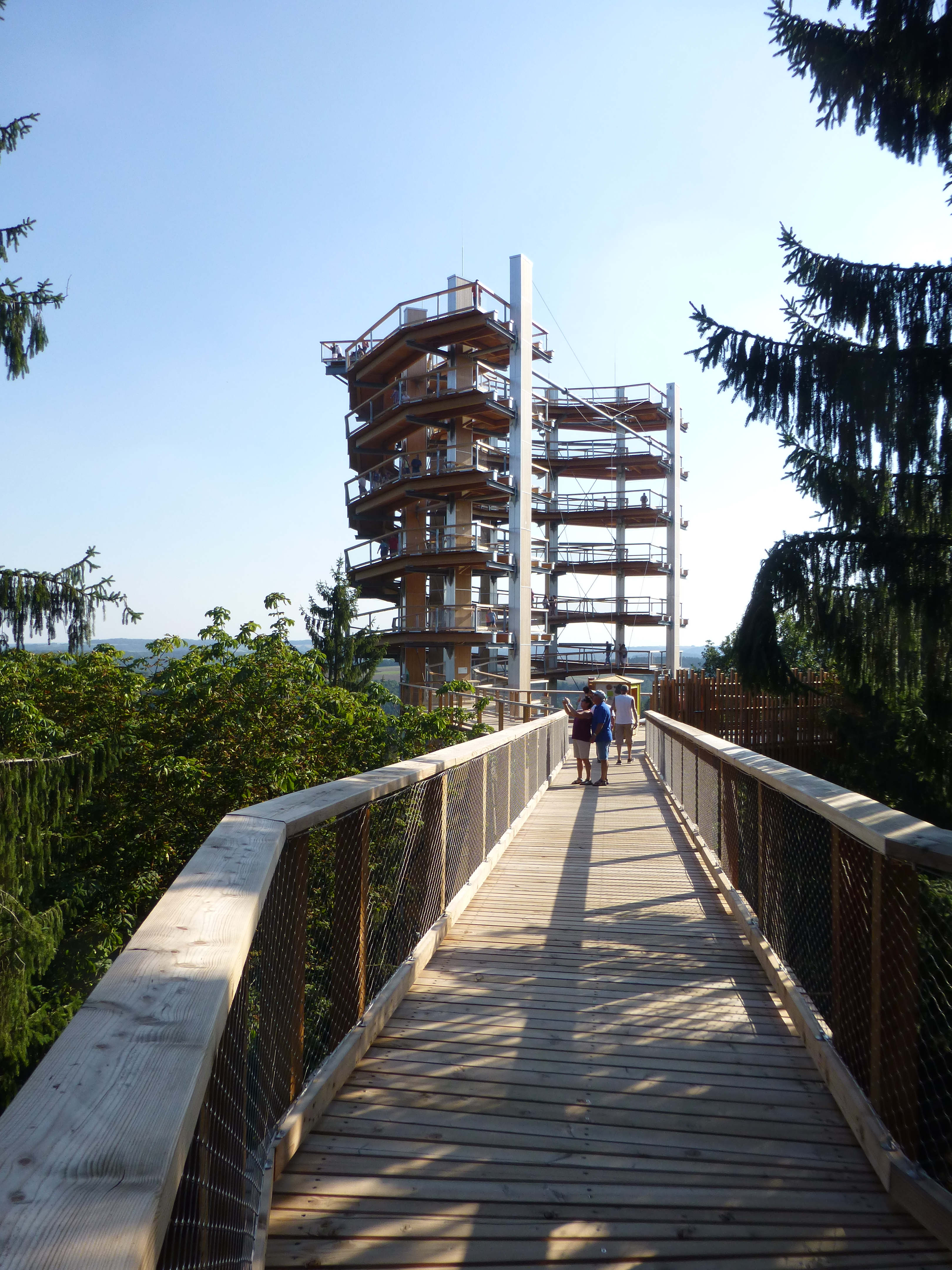
Baumwipfelpfad Saarschleife mit Aussichtsturm

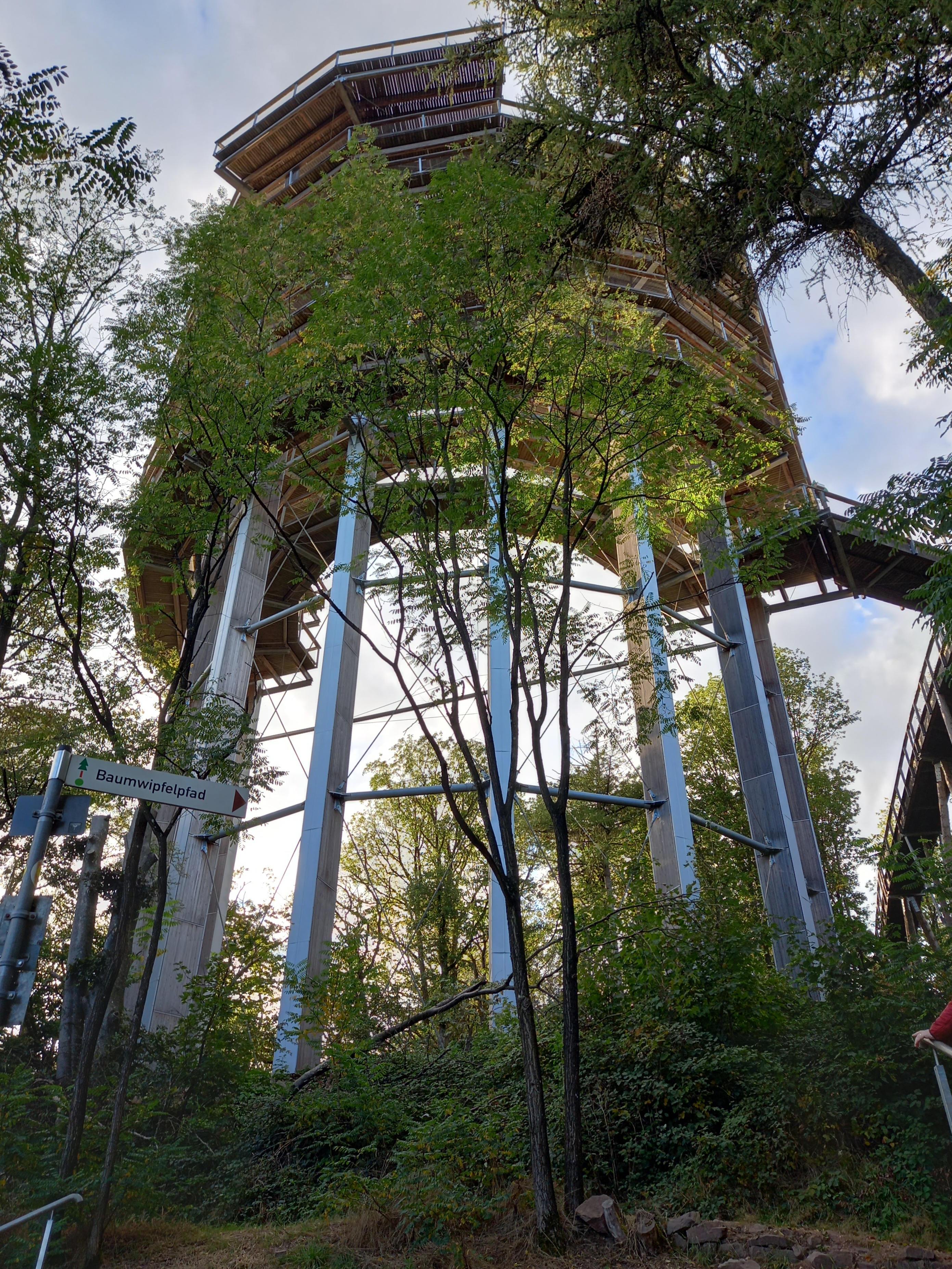
Aussichtsturm in voller Höhe

Der Baumwipfelpfad Saarschleife ist ein 1250 Meter langer Baumwipfelpfad in Orscholz, einem Ortsteil der Gemeinde Mettlach. Er wurde im Juli 2016 nach Plänen des Schönberger Architekten Josef Stöger errichtet. Oberhalb der Cloef gelegen kann man von ihm aus die Saarschleife beobachten. Betrieben wird die touristische Attraktion von dem Unternehmen Erlebnis Akademie AG.

## Aufbau
Der 1250 Meter lange Baumwipfelpfad führt vom Cloef-Atrium zu einem Aussichtsturm, der oberhalb des Aussichtspunkts Cloef errichtet wurde. Der Pfad befindet sich in einer Höhe von bis zu 23 Metern und hat eine Mindestbreite von 2,5 Metern. Vier didaktische Stationen sind in den Pfad eingearbeitet. Diese informieren über Quarzit, den Buchenwald, die Saarschleife sowie über Totholz. Für Kinder wurde eine Rialtobrücke sowie eine Rutsche eingearbeitet. Besondere Attraktion ist der 42 Meter hohe Aussichtsturm mit einer 70 Quadratmeter großen Plattform. Der Weg nach oben erfolgt über Serpentinen mit Ruhezonen. Der Pfad ist komplett barrierefrei und hat lediglich eine maximale Steigung von 6 %.
Der Pfad ist ganzjährig (außer am 24. Dezember) geöffnet, lediglich die Öffnungszeiten sind den Jahreszeiten angepasst. Bei Schlechtwetter (Gewitter, Hagel, Sturm oder Eis) wird der Pfad aus Sicherheitsgründen geschlossen.

## Einrichtung und Eröffnung
Der Baumwipfelpfad wurde von der Erlebnis Akademie AG aus Bad Kötzting in Bayern auf Initiative der Gemeinde Mettlach aufgebaut. Die Kosten beliefen sich auf 4,7 Millionen Euro, zu denen das Saarland 275.000 Euro beisteuerte. Kooperationspartner ist der Europäische Fonds für regionale Entwicklung. Daneben ist der Baumwipfel Fördermitglied von EUROPARC Deutschland und ist mit dem Prädikat Nationale Naturlandschaften ausgezeichnet. Holz ist mit 80 Prozent das prägende Baumaterial. Verwendet wurden 1000 Kubikmeter Douglasien- und Lärchenholz sowie 100 Tonnen Stahl für die Konstruktion.
Die Realisierung des Vorhabens wurde mit Kritik begleitet. So äußerten viele, der Aussichtsturm würde die Landschaft und die Natur verschandeln, da er sich so hoch über einem der Wahrzeichen des Saarlandes erstrecke und zudem schon von weitem zu sehen sei. Der Gemeinderat Mettlach hatte sich jedoch in großer Mehrheit für das Projekt ausgesprochen, da er sich eine touristische Aufwertung der Saarschleife versprach. Auch der Naturschutzbund Deutschland hatte sich für das Projekt ausgesprochen.
Am 23. Juli 2016 wurde der Pfad offiziell eröffnet. Bis zum 10. August 2016 wurden bereits 25.000 Besucher gezählt. Der Träger rechnet mit 250.000 Besuchern in den ersten 12 Monaten. Der Eintrittspreis für Erwachsene beträgt 11,50 € (Stand Sep. 2022).
Der Träger betreibt weitere Anlagen in Deutschland wie im Ausland, darunter den Baumwipfelpfad Bayerischer Wald, den Baumwipfelpfad und das Umweltinformationszentrum im Naturerbe-Zentrum Rügen, den Baumwipfelpfad Schwarzwald, den Baumwipfelpfad Usedom sowie den Baumwipfelpfad Lipno (letzteren in einem Gemeinschaftsunternehmen mit Minderheitsbeteiligung).